# Federica Montseny
Federica Montseny Mañé, född 12 februari 1905 i Madrid, död 14 januari 1994 i Toulouse, var en spansk anarkist, intellektuell och hälsominister under den Spanska revolutionen, samtidigt som det spanska inbördeskriget. Hon skrev över femtio noveller med moralisk och bildande syfte riktade till proletära kvinnor. Dessutom skrev hon flera essäer om sexualitet, fri abort och kvinnans rättigheter samt om den spanska anarkismen och dess huvudfigurer. 

## Biografi

### Ungdom
Montsenys föräldrar var redaktörer för den anarkistiska tidskriften La Revista Blanca (Det vita magasinet) utgiven mellan 1898 och 1905 i Madrid och senare i Barcelona mellan 1923 och 1936. Senare etablerade de ett förlag som specialiserade sig på anarkistisk litteratur.
I ungdomen blev Montseny medlem av den anarkistiska fackrörelsen Nationella arbetskonfederationen Confederación Nacional del Trabajo (CNT). Hon skrev för publikationer som Solidaridad Obrera, Tierra y Libertad och Nueva Senda. I sitt skrivande tog hon särskilt till orda för kvinnofrigörelsen.

### Hälsominister
Under den kortlivade andra republiken blev Montseny utnämnd till hälsominister i Francisco Largo Caballeros koalitionsregering 1936. Hon blev därmed Spaniens första kvinnliga minister. Montseny lyckades bland annat införa en lag som legaliserade abort och att reformera den spanska sexualundervisningen, men detta återställdes när Francisco Franco kom till makten vid inbördeskrigets slut.

### Exil
Mot slutet av inbördeskriget flydde Montseny till Frankrike. Hon ledde CNT från exilen tills hon blev arresterad 1942. Hon satt fängslad under andra världskriget och släpptes inte fri förrän efter befriandet av Frankrike 1944.
Även efter Franco-fascismens fall bodde Montseny kvar i Toulouse i Frankrike och gav ut den anarkistiska tidningen L’Espoir (Hoppet). 1987 gav hon ut sin självbiografi Mis primeros cuarenta años (Mina första fyrtio år).

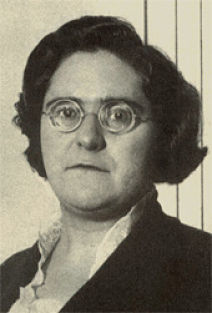
Montseny fotograferad någon gång mellan 1936 och 1939.
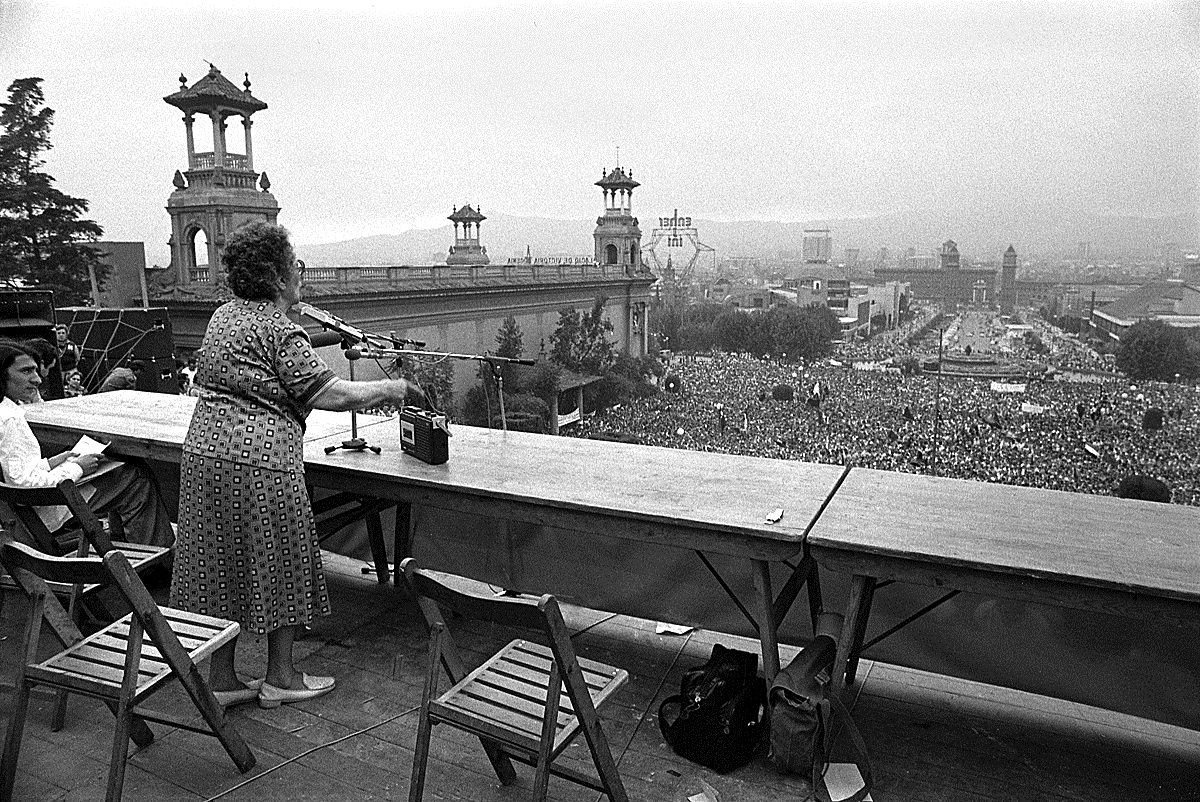
Frederica Montseny talar inför medlemmer av CNT i Barcelona 1977.